# 巴尼奥内
巴尼奥内（義大利語：Bagnone），是意大利托斯卡纳大区马萨-卡拉拉省的一个市镇。总面积73平方公里，人口1957人，人口密度26.8人/平方公里（2009年）。ISTAT代码为045002。